# لويس كينت
لويس كينت (بالإنجليزية: Lewis Kent)‏ هو سياسي أسترالي، ولد في 8 سبتمبر 1927 في سوبتيتسا في صربيا، وتوفي في 22 يونيو 2014 في فيكتوريا في أستراليا. نشط حزبياً في حزب العمال الأسترالي. وقد انتخب عضو مجلس النواب الأسترالي عن دائرة Division of Hotham ‏ (18 أكتوبر 1980 – 24 مارس 1990).